# كوبياشي مارو

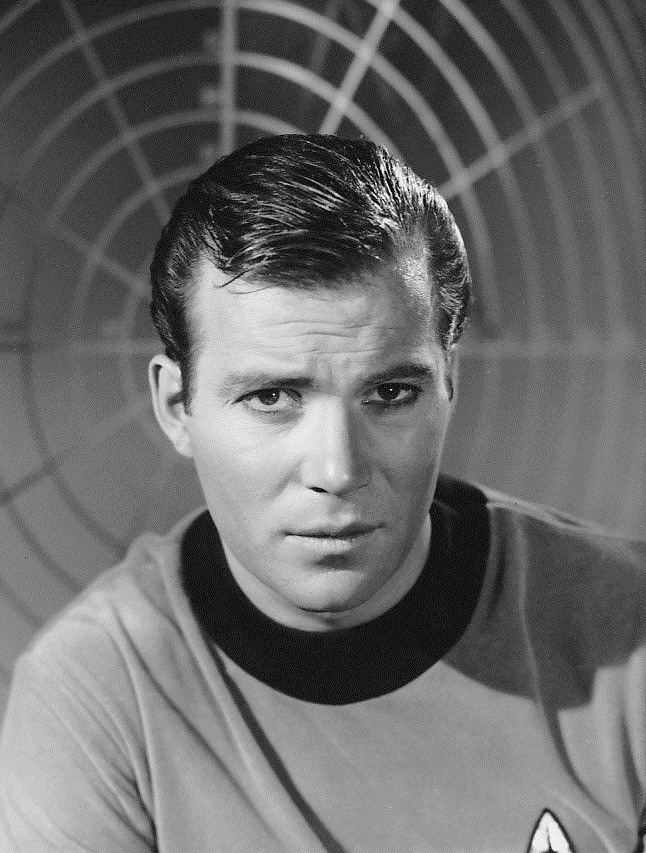
صورة ترويجية لوليام شاتنر في دور النقيب جيمس تي كيرك.

كوبياشي مارو هو مصطلح في السينما والأدب الشعبي لسيناريو عديم الربح (لا يمكن بأي شكل من الأشكال الربح فيه)، ظهر لأول مرة في سلسلة أفلام الخيال العلمي ستار تريك واستخدم بعدها على نطاق واسع في المجال الشعبي والسياسي.
و قد ظهر في سلسلة الأفلام على أنه اختبار لمهارات القيادة لأسطول الفضاء في فيلم Star trek II والهدف النظري من التمرين هو إنقاذ طاقم سفينة الفضاء المدنية كوباياشي مارو، التي تضررت وتقطعت بهم السبل في منطقة خطرة. يجب أن يقرر الطالب الذي يتم تقييمه ما إذا كان سيحاول إنقاذ كوباياشي مارو وتعريض سفينته وطاقمه للخطر أو ترك كوباياشي مارو لتدمر.
إذا اختار المتدرب محاولة الإنقاذ، تهاجم قوة معادية لا يمكن التغلب عليها سفينته. من خلال إعادة برمجة الاختبار نفسه، أصبح جيمس ت. كيرك المتدرب الوحيد الذي هزم كوباياشي مارو.
دخلت عبارة «كوباياشي مارو» في المعجم الشعبي كمرجع لسيناريو غير مربح. يستخدم المصطلح أحيانًا أيضًا لاستدعاء قرار كيرك «بتغيير شروط الاختبار».

## التأليف والإنتاج
قام كاتب السيناريو جاك سوردس بتطوير فكرة Kobayashi Maru ، وهو اسم إقتبسه من اسم أحد جيرانه.
إن رفض كيرك لـ «سيناريو اللا ربح» في الفيلم هو أحد التوصيفات العديدة التي عكست عقلية سوردس الخاصة في ذلك الوقت.
ظهر طاقم السفينة المكون من سبوك وأوهورا وسولو وماكوي في محاكي الجسر في ستار تريك 2 كذلك في مسلسل Star Trek: Prodigy في الحلقة التي تحدثت عن هذا الإختبار.

## في الثقافة الشعبية
تم استخدام المصطلح على سيناريوهات في العالم الواقعي للأحداث التب تعدم فيها النتيجة الإيجابية أو تتطلب تفكيرًا خارج الصندوق، مثل تغير المناخ،  القانون الدستوري،  التعليم.
كذلك  استخدم معلمو أمن الكمبيوتر مصطلح Kobayashi Maru لتعليم الطلاب التفكير كخصم، وإنه من خلال الخروج عن قواعد اللعبة، يمكن للمرء إعادة تعريف اللعبة.